# Saint-André-de-Corcy
Saint-André-de-Corcy – miejscowość i gmina we Francji, w regionie Owernia-Rodan-Alpy, w departamencie Ain.

## Demografia
Według danych na styczeń 2012 roku gminę zamieszkiwało 3015 osób, a gęstość zaludnienia wynosiła 145,4 osób/km².